# Onthophagus riekoae
Onthophagus riekoae är en skalbaggsart som beskrevs av Teruo Ochi och Masahiro Kon 2005. Onthophagus riekoae ingår i släktet Onthophagus och familjen bladhorningar. Inga underarter finns listade i Catalogue of Life.